# Qeri'ah
La Qeri'ah désigne la déchirure pratiquée sur le vêtement visible des personnes qui doivent porter le deuil, c'est-à-dire le père, la mère, le fils, la fille, la sœur, le frère ou le conjoint de la personne décédée.
Ce rite obligeant à déchirer un vêtement qui pourrait encore servir, certains ont proposé d'épingler un ruban noir sur le bord visible du vêtement et de le déchirer. Cette pratique n'est pas jugée conforme au Texte par les Juifs orthodoxes, qui estiment en outre que la mort d'un proche éloigne des préoccupations matérielles.

## Origines
La Qeri'ah est une pratique attestée en plusieurs endroits dans la Bible : 
- Lorsque les fils de Jacob lui annoncent la mort de Joseph, et exhibent sa tenue multicolore tachée de sang, Jacob déchire ses vêtements. 
Peu auparavant, Ruben, ignorant de la vente de Joseph par ses frères, l'a également cru mort et a déchiré ses habits. Toutefois, la Torah emploie à son propos le terme de bigdotav, tandis qu'elle utilise celui de simlotav pour Jacob. Rachi commente cette différence en expliquant que les simlot désignent des habits plus profonds que les bgadim, et qu'il en est de même pour l'intensité de leur deuil. 
Néanmoins, les rabbis ont légiféré en faveur de la déchirure du vêtement visible afin de ne pas exposer la nudité d'un homme, et à plus forte raison d'une femme.
- David déchire ses vêtements en apprenant la mort de Saül.
- Job, apprenant la mort de ses enfants, se lève et déchire ses vêtements (Job 1:20).
- Mardochée, apprenant le décret d'Haman d'extermination des Juifs, déchire ses vêtements et se couvre de cilice et de cendres (Esther 4:1)

Cette coutume n'est pas propre au judaïsme, Jérémie (41:5) faisant mention des Sichémites arrivant rasés et les vêtements déchirés.

## Pratique de la Qeri'ah
La Qeri'ah se pratique debout (Cf. Job 1:20). Avant de la réaliser, la personne en deuil récite la bénédiction suivante : 
Baroukh atah Adonaï, Elohenou Melekh ho'olam, Dayan HaEmet
Béni Es-tu, Seigneur (Éternel), notre Dieu, roi de l'Univers, Juge de Vérité
Cette bénédiction est, comme le Tzidouk Haddine, l'expression de l'acceptation par l'endeuillé du décret divin qui l'a privé de son être cher.

Le moment de la Qeri'ah varie selon les traditions :
- à l'annonce du décès. C'est la pratique la plus conforme au Texte, et c'était celle qui était originellement pratiquée, non seulement par les endeuillés, mais par toute personne présente dans la pièce au moment du décès. Comme cela décourageait les gens de venir visiter les malades, il a été décidé de restreindre la pratique aux avelim, et de déplacer le moment de la qeri'ah selon l'une des deux modalités suivantes.
- avant la fermeture du cercueil (c'est-à-dire après la tahara, lorsqu'on demande pardon au défunt - tradition ashkénaze)
- après la Levaya, avant de réciter le Kaddish des endeuillés (tradition sépharade)

La Qeri'ah se fait sur une longueur d'une tefah (approximativement 8 cm)sur le côté gauche (plus proche du cœur) pour les enfants de la personne décédée, sur le côté droit pour les autres endeuillés. Bien que certains entament la Qeri'ah avec une paire de ciseaux, on préfère le réaliser "à la main". Les enfants en dessous de douze ans pour les filles, treize pour les garçons, ne doivent pas réaliser la Qeri'ah, mais un adulte les réalise souvent pour eux.
Pour des raisons de pudeur, les vêtements d'une femme ne peuvent être déchirés que par une femme, et dans l'intimité afin de ne pas exhiber inutilement une part de son anatomie (c'est également pour cette raison que la déchirure n'excède pas 8 cm).

## Sources
- Grand Rabbin Jacques Ouaknin,"L'âme immortelle. Précis des lois et coutumes du deuil dans le judaïsme", éditions Bibliophane-Daniel Radford 2002, publié avec le concours du Consistoire de Paris  (ISBN 2-86970-059-8)
- Rav Alfred J. Kolatch,"Le Livre Juif du Pourquoi?", traduit par le Dr A. Kokos, Collection Savoir, 
  - Tome I éditions MJR 1990  (ISBN 2-88321-002-0)
  - Tome II éditions MJR 1996  (ISBN 2-88321-018-7)